# ACDC Lane

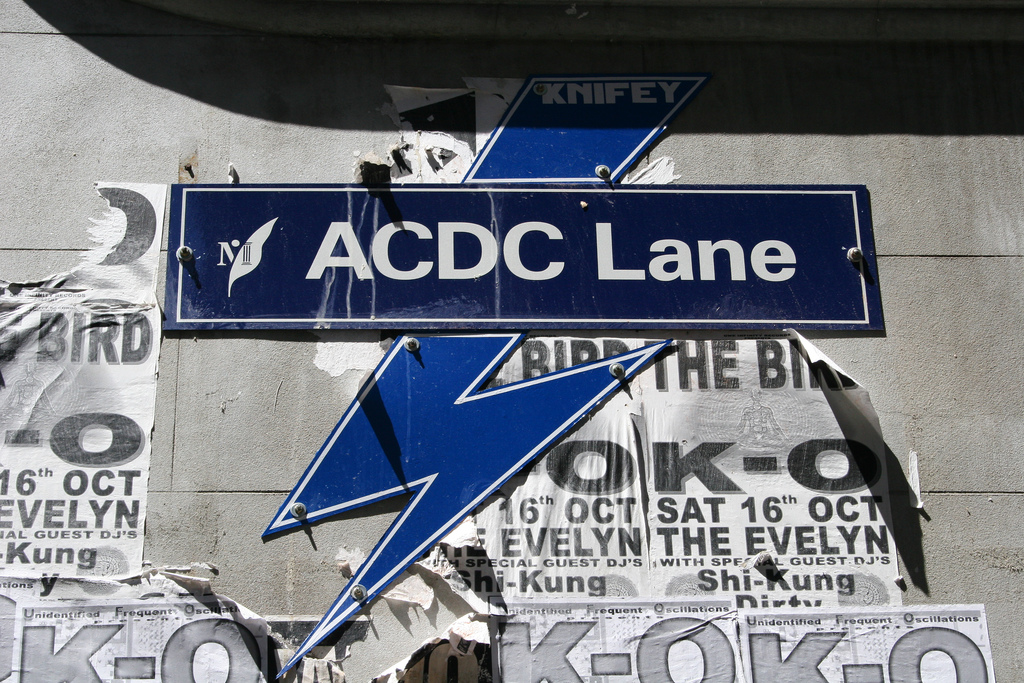
AC/DC Lane

AC/DC Lane é uma rua localizada na cidade de Melbourne,  Austrália. Foi inaugurada no ano de 2004, para homenagear Angus Young, Malcolm Young, Brian Johnson, Bon Scott e os outros integrantes da banda australiana de rock n'roll e heavy metal, AC/DC.
Seu nome foi mudado de Corporate Lane para AC/DC Lane em 2004, com o voto unânime do Conselho Municipal.